# 우치야마 도시히코 (1978년)
우치야마 도시히코(일본어: 内山 俊彦, 1978년 10월 21일 ~ )는 일본의 전 축구 선수이다.

## 구단 경력
과거 몬테디오 야마가타, 비셀 고베, 방포레 고후, 베갈타 센다이에서 활동하였다.